# Cyrtopodion gastrophole
Cyrtopodion gastrophole este o specie de șopârle din genul Cyrtopodion, familia Gekkonidae, descrisă de Werner 1917. Conform Catalogue of Life specia Cyrtopodion gastrophole nu are subspecii cunoscute.